# Maria Borzunova
Maria Mikhaïlovna Borzunova (en cyrillique : Мария Михайловна Борзунова), parfois surnommée Masha Borzunova, est une journaliste d'investigation russe, exilée en Lettonie du fait de la censure des médias indépendants en Russie sous le régime de Vladimir Poutine.
Elle travaille pour la chaîne indépendante Dojd (en cyrillique Дождь, soit « la pluie ») et y anime une émission de décryptage de la désinformation russe, nommée Fake News.

## Carrière

### ÉmissionFake News
Maria Borzunova, avec son collègue Ilya Shepelin, anime à partir de 2018 « Fake News », une émission hebdomadaire de décryptage de la propagande en Russie, diffusée par les médias gouvernementaux ou acceptant la ligne éditoriale du gouvernement russe. Elle analyse notamment la version des faits présentée par la chaîne Rossiya 1 lors de la tuerie du lycée technique de Kertch, ou l'utilisation par NTV d'acteurs pour jouer le rôle de personnes interrogées à propos du contentieux relatif aux îles Kouriles. Dès 2019, elle démontre la tendance des médias russes à détourner l'attention des téléspectateurs des problèmes inhérents à la Russie en attirant leur attention sur des conflits similaires, éventuellement déformés ou sortis de leur contexte en Occident
Elle démonte également en 2021 le soudain intérêt des médias russes pour Alexeï Navalny et l'obsession de ceux-ci pour la confrontation avec les États-Unis.
L'émission qu'elle anime est qualifiée d'« élément très important du paysage médiatique, [permettant] de décoder ce qui se passe à la télévision ».

### Exil en 2022
Au début du mois de mars 2022, dans le contexte de l'invasion russe de l'Ukraine et de la désinformation officielle qui en découle, les journalistes de Dojd sont contraints de fermer leurs bureaux russes et de quitter le pays en urgence. Dans un premier temps, Maria Borzunova et sa collègue Sonia Groysman se réfugient à Istanbul.
Par la suite, elle reprend son travail de journaliste dans les nouveaux bureaux de Dojd à Riga, en Lettonie. Son émission Fake News est intégrée aux programmes de la chaîne franco-allemande Arte,. On retrouve ses vidéos sur la chaine youtube principale d'Arte sous le nom "Masha on Russia".